# Vilibald Skrt
Vilibald - Vili Skrt (Celje, 15. marec 1942 – 22. april 2003) je bil slovenski veteran vojne za Slovenijo in načelnik Operativnega štaba Manevrske strukture narodne zaščite Celje (OŠ MSNZ Celje).

## Življenje
Vilibald - Vili Skrt se je rodil 15. marca 1942 v Celju. Med pripravami na osamosvojitev Slovenije je kot načelnik Operativnega štaba Manevrske strukture narodne zaščite Celje (OŠ MSNZ Celje) sodeloval pri organizaciji obrambnih sil. S svojo vlogo je pomembno prispeval k uspešni izvedbi procesa osamosvajanja.
Umrl je 22. aprila 2023.

## Odlikovanja in nagrade
Za svoje zasluge je prejel več visokih priznanj:
- znak Manevrske strukture narodne zaščite (MSNZ) za leto 1990 v zahodnoštajerski pokrajini.[1]
- srebrno medaljo generala Maistra z meči.[2]
- red Manevrske strukture narodne zaščite III. stopnje – posmrtno, 2. decembra 2005.[3]